# کورمار زیتونی
کورمار زیتونی (نام علمی: Ramphotyphlops olivaceus) نام یک گونه از سرده کورماران دم‌دراز است.